# Häftlingshilfegesetz
Das Gesetz über Hilfsmaßnahmen für Personen, die aus politischen Gründen außerhalb der Bundesrepublik Deutschland in Gewahrsam genommen wurden (Häftlingshilfegesetz – HHG) regelt finanzielle Ausgleichsleistungen für Personen deutscher Staatsangehörigkeit, die nach dem Zweiten Weltkrieg in der sowjetischen Besatzungszone (SBZ) oder im sowjetischen Sektor Berlins oder in den Staaten des Ostblocks aus politischen Gründen in Gewahrsam genommen wurden, sowie deren Angehörige und Hinterbliebene.
Erlitt eine solche Person während des Gewahrsams eine Schädigung, erhält sie Versorgung in analoger Anwendung der Bestimmungen des Bundesversorgungsgesetzes. Leistungen erhalten auch Hinterbliebene, wenn der Gewahrsam zum Tod des Inhaftierten führte.
Bis zum 30. Juni 2016 zahlte zudem die Stiftung für ehemalige politische Häftlinge an jeden außerhalb der DDR/SBZ in Gewahrsam Genommenen einen jährlichen Unterstützungsbetrag, sofern eine soziale Notlage (Bedürftigkeit) vorlag (§ 18 HHG). Unter bestimmten Voraussetzungen konnten auch Hinterbliebene dieses Personenkreises unterstützt werden. Die Leistungen wurden inzwischen, vor allem aufgrund des hohen Alters der Zielgruppe, zum vorgenannten Datum (letzte Antragsmöglichkeit) eingestellt und durch eine abschließende Einmalzahlung ersetzt.
Personen, die auf dem Gebiet der ehemaligen DDR/SBZ in Gewahrsam geraten sind, erhalten von der Stiftung (bei nachgewiesener wirtschaftlicher Bedürftigkeit) weiterhin jährliche Leistungen nach § 18 des Strafrechtlichen Rehabilitierungsgesetzes (StrRehaG), sofern ihre Haftzeit weniger als 180 Tage betragen hat. Unter bestimmten Voraussetzungen sind auch hier Leistungen für Hinterbliebene (Eltern, Ehegatten, Kinder) möglich.
Für länger Inhaftierte ist eine monatliche Rente (Besondere Zuwendung) von bis zu 300 € nach § 17a StrRehaG möglich (sog. Opferrente oder Opferpension).